# Hrabstwo Montmorency
Montmorency – hrabstwo w stanie Michigan w USA. Siedzibą hrabstwa jest Atlanta.

## Wioski
- Hillman

## CDP
- Atlanta
- Canada Creek Ranch
- Lewiston

## Hrabstwo Montmorency graniczy z następującymi hrabstwami
- północ – hrabstwo Presque Isle
- wschód – hrabstwo Alpena
- południe – hrabstwo Oscoda
- zachód – hrabstwo Otsego
- północny zachód – hrabstwo Cheboygan